# Câu lạc bộ bóng đá QNK Quảng Nam
QNK Quang Nam FC é um time de futebol vietnamita que está situado na cidade de Quang Nam e atualmente disputa a V-Liga, a primeira divisão do país. 